# Multimodaler Verkehr

Beförderungsmenge im multimodalen Verkehr der Seeschifffahrt in Deutschland

Beförderungsmenge im multimodalen Verkehr bei Eisenbahn und Binnenschifffahrt in Deutschland

Unter multimodalem Verkehr wird im Verkehrswesen und in der Verkehrswissenschaft die Nutzung verschiedener Verkehrs- oder Transportmittel innerhalb eines bestimmten Zeitraums bezeichnet. Dabei wird die Beförderung von Personen oder der Transport eines Gutes innerhalb der Zeitscheibe mit zwei oder mehr unterschiedlichen Verkehrsträgern vollzogen. Diese Organisationsform wird auch als gebrochener Verkehr bezeichnet und steht im Gegensatz zum Direktverkehr (ungebrochener Verkehr).
Eine besondere Form des multimodalen Verkehrs ist der intermodale Verkehr. Im Personenverkehr findet dabei eine Verkettung der Verkehrsmittel innerhalb eines Weges statt. Im Güterverkehr werden dazu standardisierte Transporteinheiten (Container, Wechselbehälter, Sattelanhänger) bewegt, die also beim Verladen zwischen verschiedenen Verkehrsträgern in geschlossenen Einheiten bewegt werden. Kombinierter Verkehr (kurz KV) beziehungsweise synonym kombinierter Ladungsverkehr (KLV) ist die Bezeichnung für intermodalen Verkehr, wenn der überwiegende Teil der zurückgelegten Strecke mithilfe von Schiene sowie See- und Binnenschiff zurückgelegt wird und der Vor- und Nachlauf auf der Straße so kurz wie möglich gehalten ist.

## Begriffsklärung
Die Bezeichnung multimodaler Verkehr wird oftmals mit den Begriffen intermodaler und kombinierter Verkehr gleichgesetzt. Dieser Ansatz ist falsch. Der intermodale Verkehr ist eine Unterform des multimodalen Verkehrs. Die Europäische Verkehrsministerkonferenz führte für den Güterverkehr eine (nicht allgemein anerkannte) Definition ein:
Multimodaler Verkehr umfasst den Transport von Gütern mit zwei oder mehreren verschiedenen Verkehrsträgern.

Das Gegenteil von multimodalem Verkehr ist der monomodale Verkehr. Hierbei verwenden die am Verkehr Teilnehmenden nur ein Verkehrsmittel während einer definierten Zeitscheibe.

## Multimodaler Güterverkehr

### Geschichte
Der Begriff fand erstmals in den USA in den 1960er Jahren Verwendung, als standardisierte Container eingeführt wurden, die mit Eisenbahnen (Piggyback Service), Lastkraftwagen und Schiffen (Fishyback Service) transportiert werden konnten.

### Ursachen
Oftmals kann ein Transport nicht im Direktverkehr ohne Wechsel des Transportmittels oder Umschlagsvorgänge abgewickelt werden. Der Grund für eine Kombination ergibt sich in vielen Fällen aufgrund naturräumlicher Gegebenheiten. Ein Schiffstransport wird in der Regel Teil einer intermodalen Kette sein, da die Waren zumeist nicht im Hafen, sondern im Hinterland erzeugt oder verbraucht werden und damit einen Vor- und Nachlauf mit anderen Verkehrsmitteln nötig machen.
Auch die Überlastung einzelner Verkehrswege, insbesondere des Straßennetzes etwa im Alpentransit, kann ein Grund für „erzwungenen“ multimodalen Verkehr sein.
Mit den durch die Containisierung entstandenen Rationalisierungspotentialen im Güterumschlag und seit der Einführung von Telematik sich ergebenden Möglichkeiten auch komplexe Transportketten zu steuern sind die Vor- und Nachteile einzelner Verkehrsträger in den Vordergrund getreten. Das Schiff befördert große Mengen von Gütern bei geringem Energieverbrauch, ist aber relativ langsam und insbesondere auf sehr langen Strecken attraktiv. Der Lastkraftwagen ist aufgrund seiner Flexibilität sehr leistungsfähig, allerdings wegen seiner relativ geringen Ladekapazität im Betrieb relativ teuer. Die Eisenbahn befördert energiegünstig und raumsparend große Mengen, ist hingegen aufgrund ihres gegenüber der Straße weniger dichten Wegenetzes vor allem dort im Direktverkehr leistungsfähig, wo Ganzzüge in die Produktionsprozesse großer Werke integriert sind. Das Flugzeug, wie das Schiff ein häufiges Glied in der multimodalen Kette, wird im Langstreckenverkehr bei nicht allzu voluminöser Ladung wegen seiner Geschwindigkeit bevorzugt, büßt diesen Vorteil jedoch im nahen und mittleren Bereich aufgrund umfangreicher und zeitaufwendiger Kontrollen teilweise wieder ein. Sein hoher Energieverbrauch ist ebenfalls nachteilig.
Zusätzlich nehmen Umweltaspekte, insbesondere aus planerischer Perspektive, heute einen wichtigen Platz ein. Hier ist insbesondere der kombinierte Verkehr zu nennen, durch den man sich eine Entlastung überfüllter Straßen als auch Einsparungen im Energieverbrauch durch einen stärkeren Einsatz der Bahn im Fernverkehr erhofft.

## Gebrochener Verkehr im ÖPNV
Im öffentlichen Personennahverkehr findet zunehmend eine Differenzierung der Verkehrsträger statt, die die bereits traditionell vorhandenen gebrochenen Bedienungen (meistens Straße/Schiene) ausweitet. Gebrochener Verkehr hatte ursprünglich die Hauptfunktion, Fahrgäste an leistungsfähige, gut ausgebaute Verkehrsmittel heranzuführen. Dazu wurden Umsteigeknoten besonders für die Kombination Bus (auch Straßenbahn) und U- oder S-Bahn geschaffen (z. B. Busbahnhöfe). Gebrochene Bedienung war eher in größeren Städten anzutreffen als auf dem Lande, weil regionale Buslinien (zunächst Überland-, später Regionalbusse) durchgehend bis in Stadtzentren verkehrten und die meisten Bahnhöfe dort sind.
In Ländern mit gut ausgebauten Bahnsystemen (u. a. Deutschland, Niederlande) wird heute der Schiene gegenüber dem Straßenpersonenverkehr Priorität eingeräumt. Neben einer Einführung von Verbundtarifen erfolgt dazu – insbesondere in Deutschland – ein Abbau von Busparallelverkehren. Der Busverkehr erhält eine Schienenergänzungs-, Erschließungs- und Zubringerfunktion, wird also zu einem sekundären Verkehrsträger mit nur noch geringen überregionalen Aufgaben. In vielen Fällen wurden dazu zwischen Städten durchgehend verkehrende Buslinien gebrochen, um Fahrgäste umzulenken (Zubringerverkehr mit Verkehrslenkungsfunktion). Die Linienwege von Buslinien verkürzen sich damit (Zerstückelung der Regionalbusnetze), und gebrochene Verbindungen im Busverkehr nehmen zu.
Als gegenläufige Bewegung werden in nicht ausreichend per Schiene versorgten Regionen qualitativ aufgewertete Schnellbusse eingesetzt, die nur wichtige Haltestellen bedienen. Umsteigeverbindungen können auch durch Linienverknüpfungen (z. B. Durchmesserlinien) oder die Integration des Regional(bus)verkehrs in den Stadt(bus)verkehr (u. a. „Osnabrücker Modell“) vermieden werden. Moderne Schienenverkehrssysteme (Mehrsystembahnen) nach dem Karlsruher Modell haben ebenfalls das Ziel, gebrochene Verkehre zu vermeiden. Die Feinverteilung der Fahrgäste erfordert aber stets auch gebrochene Verbindungen.
Rückläufige Fahrgastzahlen auf dem Lande durch zunehmenden Individualverkehr und der Ausbau rein stadtorientierter Busnetze machen häufig ebenfalls gebrochene Verkehre notwendig. Innerhalb der Busnetze erfolgt dabei eine Differenzierung nach Haupt- (→ Metrobus) und Nebenlinien, Stadt-, Regional-, Stadtteillinien sowie speziellen Sonderformen (Anrufbus- oder Sammeltaxibedienungen). Zwischen diesen Formen findet eine gebrochene Bedienung statt. Die umweltfreundlichste, aber für Fahrgäste unattraktive Lösung ist der Einsatz großer Stadtbusse im verdichteten Stadtgebiet und eine anschließend gebrochene Weiterbeförderung mit Kleinbussen im ländlichen Raum. Auf den urbanen Kontext angewendet könnte dieser sogenannte bimodale Verkehr (Linienbusse mit Kopplung zu Tür-zu-Tür-Fahrdiensten) bei gleichbleibenden Laufwegen bis zu 80 Prozent des Energieverbrauchs des motorisierten Individualverkehrs („Privat-Pkw“) einsparen.
Besondere Formen des gebrochenen Verkehrs sind Park-and-ride und Bike-and-ride. Individualverkehr und öffentlicher Verkehr werden kombiniert.